# Famille Bischoffsheim
Pour les articles homonymes, voir Bischoffsheim (homonymie).
La famille Bischoffsheim est une famille juive ashkénaze  d'origine allemande.
Elle fait partie des grandes familles juives européennes qui ont joué un rôle important dans le développement du capitalisme moderne. Plusieurs membres des Bischoffsheim ont vécu en Belgique, au Royaume-Uni et en France.
La famille descend de Raphaël Nathan Bischoffsheim, un fournisseur des armées natif de Tauberbischofsheim, dans l'électorat de Mayence. Au XIXe siècle, les Bischoffsheim se sont plusieurs fois mariés avec des membres de la famille Goldschmidt de Francfort-sur-le-Main, avant de fonder la banque Bischoffsheim, Goldschmidt & Cie, qui deviendra la Banque de crédit et de dépôt des Pays-Bas en 1863. Ils se sont également alliés aux familles Montefiore, Ephrussi, Cahen d'Anvers, Camondo, Rothschild, Morpurgo, Noailles, Chevigné, etc.
Financiers et philanthropes pour la plupart, ils ont souvent joué un rôle politique.

## Généalogie
- Raphaël Nathan Bischoffsheim (1773–1814), fournisseur des armées, électorat de Mayence, marié à Hélène Cassel (1774-1853)[1],[2]
  - Louis Raphaël Bischoffsheim (1800–1873), banquier, fondateur de Bischoffsheim, Goldschmidt & Cie, marié à Amalia Goldschmidt (1804–1887), fille de Hayum Salomon Goldschmidt (1772–1843), banquier
    - Raphaël Bischoffsheim (1823–1906), banquier, homme politique, mécène, marié à X d'Erlanger
    - Regina Bischoffsheim (1825-1893), mariée à Julius Alfred Beer (1828-1913)
      - Amélie Wilhelmine Liliane Beer (1850-1824), mariée à Michel Ephrussi (1844-1914)
        - Voir famille Ephrussi

      - Guillaume Louis Beer (1854-1913), marié à Elena Goldschmidt alias Jean Dornis  (1870-1948), fille d'Isaac Benedict Hayum Goldschmidt
      - Edmond Raphaël Beer (1856-1912), marié à Alice Kohn (1861-1957)
        - Michel Beer (1885-1957), marié à Juliette Chazaud
        - Gabrielle Nelly Régine Beer (1886-1945), mariée à Robert de Rothschild (1880-1946)
          - Voir famille Rothschild

        - Marie Louise Eugénie Beer (1892-1975), mariée à Lionel Nathan de Rothschild (1882-1942)
          - Voir famille Rothschild

    - Henri Louis Bischoffsheim (en) (1829–1908), banquier, marié à Clarissa Biedermann (1837–1922), fille de Josef Biedermann (1809–1867), joaillier de la cour des Habsbourg
      - Ellen Bischoffsheim (1857–1933), femme politique, mariée à William Ulick O'Connor (1845–1898), 4e comte de Desart
      - Amélie Catherine Bischoffsheim (1858–1947), mariée à Sir Maurice FitzGerald (1844–1916), 2e baronnet de Valencia, 20e Knight of Kerry
        - Sir John FitzGerald (1884-1957), marié à Mildred Murray (1878-1969)
        - Sir Arthur FitzGerald (1885-1967), marié à Mary Eleanor Forester (1895-1967)
          - John Brinsley FitzGerald (1914-1943)
          - Sir George Peter FitzGerald (1917-2001), marié à Angela Dora Mitchell (morte en 2009)
            - Sir Adrian FitzGerald (né en 1940)
            - Rosanna FitzGerald (née en 1945), mariée à Richard Melchior Beaumont Gurowski (né en 1939)

          - Mary Finola FitzGerald (1919-1977), mariée à Richard Rashleigh Shelley (mort en 1971)

        - Louise Nesta Pamela FitzGerald (1889-1946), mariée à Lord Richard Wellesley (1879-1914) puis à Lord George Wellesley (1889-1967), deux des fils d'Arthur Wellesley (1849-1934), 4e duc de Wellington
          - (du 1er mariage) Pamela Wellesley (1912-1987), mariée à Denis Gomer Berry (1911-1983)
          - (du 1er mariage) Mary Wellesley (née en 1915)
          - (du 2e mariage) Richard Wellesley (1920-1984)

  - Amelie Bischoffsheim (1802–1877)[3], mariée à August Bamberger (1790–1858), marchand de textiles et banquier
    - Rudolph Bamberger (de) (1821–1900), banquier, marié à Bertha Seligmann (1827–1915)
      - Marie
      - Franz Bamberger (1855–1926), banquier, marié à Anna Klara Lewino (1865–1942), pianiste, élève de Clara Schumann
        - Ludwig Bamberger alias Ludwig Berger (1892–1969), cinéaste

      - Clara
      - Ludwig
      - Helena
      - Elisabeth
      - Bertha
      - August Ferdinand

    - Ludwig Bamberger (1823–1899), banquier, cofondateur de la Deutsche Bank, marié à Anna Belmont (morte en 1874)
    - Henri Bamberger (1826–1908), banquier, cofondateur de la Banque de Paris et des Pays-Bas, marié à Amalie von Hirsch (1834-1855), sœur de Maurice de Hirsch (1831–1896)
      - Yvonne Bamberger, mariée à Robert de Toulouse-Lautrec
      - Raymond Bamberger

    - Eugénie Bamberger (1828–?), mariée à Benjamin Lévy (1817–1884)
      - Raphaël-Georges Lévy (1853–1933), homme politique, marié à Marguerite Halphen (1861–1929)

    - Clara Bamberger (1833–1907), mariée à Elias Landsberg (1820–1888)
      - Ernst Landsberg (1860–1927), juriste, marié à Anna Silverberg (1878–1938)
        - Paul Ludwig Landsberg (1901–1944), philosophe

    - Henriette Bamberger (1841–1894), mariée à Michel Bréal (1832–1915), philologue

  - Jonathan-Raphaël Bischoffsheim (1808–1883), banquier, marié à Henrietta Goldschmidt (1812-1892), fille de Hayum Salomon Goldschmidt (1772–1843), banquier
    - Clara Bischoffsheim (1833–1899), mariée à Maurice de Hirsch (1831–1896), banquier, fondateur de la Jewish Colonization Association
      - (adopté) Maurice de Forest (1879–1968), aviateur anglais, homme politique

    - Regine Bischoffsheim (1834–1905), mariée à Leopold Benedict Hayum Goldschmidt (1830–1904), banquier, petit-fils de Hayum Salomon Goldschmidt (1772–1843), banquier
      - Marie Emma Goldschmidt
      - Paul Herman(n) Goldschmidt
      - Louise Hortense Goldschmidt
      - Ida Johanna Goldschmidt
      - Clara Julie Eugénie Pastré

    - Ferdinand Bischoffsheim (1837–1909), banquier, marié à Mary Paine (1859–1900)
      - Maurice Bischoffsheim (1875–1904), banquier, marié à Marie-Thérèse de Chevigné (1880–1963), fille de la comtesse Laure de Chevigné
        - Marie-Laure Bischoffsheim (1902–1970), mécène, mariée à Charles de Noailles (1891–1981)

    - Hortense Montefiore-Bischoffsheim (1843–1901), mariée à Georges Montefiore-Levi (1832–1906), industriel

  - Clara Bischoffsheim (1810–1876), mariée à Meyer Joseph Cahen d'Anvers (1804–1881), banquier
    - Voir famille Cahen d'Anvers